# Bertil Haase

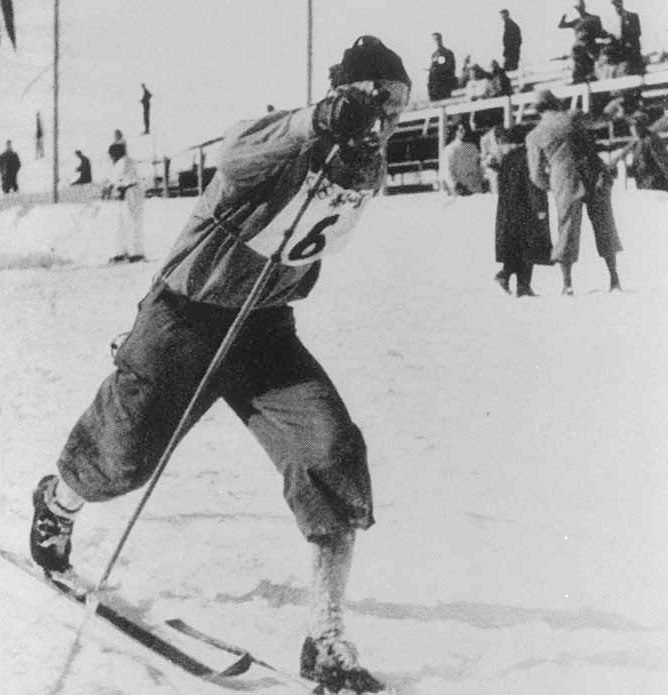
Bertil Haase während des olympischen Wettbewerbs

Bertil Robert Herman Vidarsson Haase (* 5. Juni 1923 in  Uppsala; † 7. Juli 2014 in Fagersta) war ein schwedischer Moderner Fünfkämpfer. Er war Teilnehmer bei Olympischen Winter- und Sommerspielen.
Als Freiwilliger bei der schwedischen Armee besuchte er eine Unteroffiziersschule (schwedisch: volontär-, konstapel- och furirskola, Furir) und konnte dort seine sportlichen Aktivitäten intensivieren. Im Jahr 1948 nahm er dann mit Claes Egnell, William Grut und Gustaf Lindh im Winter–Fünfkampf bei den Olympischen Winterspielen in St. Moritz teil. Nach zwei Disziplinsiegen im Abfahrts- und Langlauf belegte er im Schlussklassement hinter Lindh und Grut den dritten Platz und gewann die Bronzemedaille.
Da der Winter-Pentathlon eine einmalige Erscheinung bei Olympischen Spielen blieb, wandte sich Haase dem Modernen Fünfkampf zu. Er war zwar ein mäßiger Schütze, aber ein guter Fechter, Laufen und Schwimmen gehörten ebenfalls zu seinen Stärken. 1956 wurde er für die Olympischen Sommerspiele in Melbourne nominiert und trat im Modernen Fünfkampf an. Im Einzel belegte er den siebzehnten Platz. Zusammen mit dem Olympiasieger im Einzel, Lars Hall und Björn Thofelt bildete er auch die schwedische Mannschaft, die nach drei Disziplinen in Führung lag.
Auch bei Weltmeisterschaften im Modernen Fünfkampf war Haase erfolgreich. In der Mannschaft sicherte er sich 1950 in Bern den Titel gemeinsam mit Lars Hall und Thor Henning, 1954 in Budapest wurde er mit Åke Julin und Björn Thofelt Dritter.
Haases Heimatverein war Stockholms Studenternas Idrottsförening. Er schloss ein Ingenieurstudium an der KTH Stockholm mit dem Schwerpunkt Metallurgie ab und arbeitete danach in der Hüttenindustrie in Fagersta, wo er bis an sein Lebensende wohnte.
Bertil Haase nahm 1979 wie alle schwedischen Teilnehmer des Winter-Pentathlon und viele der Modernen Fünfkampfer aus den 1950er Jahren an einem Seniorenwettkampf in Budapest teil.